# Oxalate de di(2,4,6-trichlorophényle)
Le TCPO ou oxalate de di(2,4,6-trichlorophényle) est le diester du 2,4,6-trichlorophénol et de l'acide oxalique. c'est un produit chimique qui est la clé de la chimiluminescence dans les glowsticks.  Il est cancérigène[réf. nécessaire].

## Utilisation
C'est un ingrédient des glowsticks, quand avec un fluorochrome, un solvant, une base et du peroxyde d'hydrogène, des photons sont émis.

## Production et synthèse
Le TCPO est synthétisé à partir du 2,4,6-trichlorophénol avec du chlorure d'oxalyle dans de l'éther en présence d'une base comme la triéthylamine qui sert d'accepteur d'hydrogène .

## Réaction de chimiluminescence
Le TCPO est un produit possible pour la réaction de chimiluminescence des bâtons lumineux (« glowsticks »). Ces derniers sont utilisés pour le loisir, la pêche, ou encore dans l'armée et en spéléologie où ils ont l'avantage d'éclairer sans produire la moindre étincelle.
Le TCPO réagit avec du peroxyde d'hydrogène, donnant ainsi de la 1,2-dioxétanedione à l'état excité. Cette molécule très instable transmet spontanément son énergie à un fluorophore (ou fluorochrome). Le fluorophore a la particularité de réémettre cette énergie sous forme de lumière, par fluorescence. L'avantage de cette réaction réside dans le choix du fluorophore qui offre un large éventail de couleurs.